# Reggenza di Mandailing Natal
La reggenza di Mandailing Natal (in indonesiano: Kabupaten Mandailing Natal) è una reggenza dell'Indonesia, situata nella provincia di Sumatra Settentrionale.